# Лудвиг фон Липе-Бистерфелд
Лудвиг Хайнрих фон Липе-Бистерфелд (на немски: Ludwig Heinrich von Lippe-Biesterfeld) от линията Липе-Бистерфелд на фамилията Дом Липе е граф на Липе-Бистерфелд.

## Биография
Роден е на 21 април 1743 година в Бистерфелд. Той е четвъртият син на граф Фридрих Карл Август фон Липе-Бистерфелд (1706 – 1781) и съпругата му графиня Барбара Елеонора фон Золмс-Барут (1707 – 1744), дъщеря на граф Йохан Кристиан I фон Золмс-Барут в Кличдорф (1670 – 1726) и графиня Хелена Констанция Хенкел фон Донерсмарк (1677 – 1763).
По-големият му брат Карл Ернст Казимир (1735 – 1810) е граф и господар на Липе-Бистерфелд, полковник на Вюртемберг.
Лудвиг Хайнрих фон Липе-Бистерфелд умира на 16 септември 1794 година в Гелнхаузен на 51-годишна възраст. Синовете му имат титлата „граф фон Липе-Фалкенфлухт“, по-късно също „граф фон Липе-Бистерфелд-Фалкенфлухт“.

## Фамилия
Лудвиг Хайнрих фон Липе-Бистерфелд се жени на 30 март 1786 г. в Гелнхаузен за Елизабет Келнер (* 27 март 1765, Гелнхаузен; † 27 ноември 1794, Гелнхаузен), дъщеря на Йохан Валентин Келнер и Елизабет Лорей. От 1790 г. тя е „графиня фон Липе-Фалкенфлухт“. Те имат трима сина:
- Ернст Хайнрих фон Липе-Фалкенфлухт (* 16 юни 1786, Гелнхаузен; † 2 февруари 1830, Хайлброн), граф на Липе-Фалкенфлухт
- Карл Вилхелм фон Липе-Фалкенфлухт (* 24 февруари 1788, Гелнхаузен; † 22 юни 1848, Улм), граф на Липе-Фалкенфлухт, женен на 19 юни 1822 г. в Лар за фрайин Луиза фон Лоцбек (* 5 март 1803, Лар; † 29 септември 1835, Лар); има три деца
- Казимир фон Липе-Фалкенфлухт (* август 1791, Гелнхаузен; † 19 септември 1864, Щутгарт), граф на Липе-Фалкенфлухт